# Portré a lángoló fiatal lányról
A Portré a lángoló fiatal lányról (eredeti cím: Portrait de la jeune fille en feu, angolul Portrait of a Lady on Fire) 2019-ben bemutatott romantikus filmdráma, melyet Céline Sciamma írt és rendezett. Főszerepben Noémie Merlant és Adèle Haenel látható. A 18. század végi Franciaországban játszódó film egy tiltott kapcsolat történetét meséli el egy arisztokrata és egy festő között, akit a lány  portréjának elkészítésével bíztak meg.
A film nagy sikert aratott a 2019-es cannes-i fesztiválon, ahol elnyerte a Queer Pálma és legjobb forgatókönyv díját is, elsőként nő által rendezett filmként a fesztivál történetében.
Franciaországban 2019. szeptember 18-án, Magyarországon 2019. december 26-án  mutatták be a mozikban.
A  77. Golden Globe-gálán jelölték a legjobb idegen nyelvű film kategóriában.

## Cselekmény
A történet 1770-ben, Bretagne félszigetén, Franciaországban játszódik. Marianne-t, a festőnőt, egy grófnő azzal bízza meg, hogy készítsen portréfestményt Héloïse-ról, akit ennek segítségével akarnak kiházasítani. Héloïse, aki nem akar feleségül menni a neki szánt férfiúhoz, megtagadja a festmény elkészítésének lehetőségét. A festőnő ezért egy női társalgónak adja ki magát és éjjel, az emlékeire hagyatkozva kezdi megfesteni a portrét.
Mikor a kép elkészül, megmutatja azt Heloise-nak, felfedve ezzel valódi személyazonosságát és célját. Héloïse nagyon kritikus a portréval szemben, ezért Marianne úgy dönt, megsemmisíti azt. A grófnő el akarja bocsátani Marianne-t, de Héloïse kijelenti, hogy készen áll egy második portré elkészítésére.
A grófnő néhány napig távol van, a két fiatal nő egyedül marad a szolgálólánnyal, Sophie-val. Romantikus és érzéki kötelék alakul ki Marianne és Héloïse között. A Marianne által készített második portré sokkal jobb, mint az első, de Marianne féltékenységet érez Heloise leendő párja iránt.
Heloise végül Milánóban házasságot köt, Marianne-nel fennálló kapcsolata véget ér. A film végén Marianne újból látja Héloïse-t az operában, ahol Antonio Vivaldi Négy évszak című művét hallgatják.

## Szereplők
- Noémie Merlant – Marianne
- Adèle Haenel – Héloïse
- Luàna Bajrami – Sophie
- Valeria Golino –A grófnő

## Háttér és forgatás
A forgatás 2018 októberében kezdődött és 38 nap alatt fejeződött be. Helyszínei Saint-Pierre-Quiberon és La Chapelle-Gauthier voltak.
A filmben látható festményeket és vázlatokat Hélène Delmaire festőművész készítette. A forgatás során minden nap 16 órát festett, és bár a filmben ő maga nem szerepel munka közben keze több jelenetben látható.

## Bemutató
2018. augusztus 22-én az MK2 filmforgalmazó vállalat megkezdte a filmre vonatkozó nemzetközi jogok értékesítését, miután a Pyramide Films megszerezte a franciaországi forgalmazói jogokat. 2019. február 10-én a Curzon Artificial Eye megszerezte az Egyesült Királyságra vonatkozó jogokat, ahogy a Karma Films Spanyolországban, a Cinéart a Benelux államokban, a Folkets Bio pedig Svédországban. A Neon és a Hulu május 22-én megszerezték az Észak-Amerikára vonatkozó forgalmazói jogokat.
Bemutatója 2019. szeptember 18-án volt Franciaországban, korlátozott számban néhány moziban december 6-től az Egyesült Államokban is vetítették, míg 2020. február 14-től országszerte műsorukra tűzik a mozik. Az Egyesült Királyságban 2020. február 28-án mutatják be, Magyarországon 2019. december 26-tól vetítik a Mozinet forgalmazásában.

## Fogadtatás

### Kritikai visszhang
A Rotten Tomatoes weboldalán a film 97%-os minősítést és 9,1 pontot kapott 125 kritikus véleménye alapján. Az oldal véleménye szerint a Portré a lángoló fiatal lányról  "elgondolkodtató dráma egy erőteljes romantikus történet keretében". A súlyozott átlagokkal dolgozó Metacritic oldalán 100-ból 95 pontot kapott a film 29 kritikus véleménye alapján.

### Díjak, jelölések
| Díj                                     | Díjátadó időpontja | Kategória                    | Jelölt(ek)                      | Eredmény | Forrás                      |
| --------------------------------------- | ------------------ | ---------------------------- | ------------------------------- | -------- | --------------------------- |
| Cannes-i fesztivál                      | 2019. május 25.    | Queer Pálma                  | Céline Sciamma                  | Elnyerte | [ 24 ]                      |
| Cannes-i fesztivál                      | 2019. május 25.    | Legjobb forgatókönyv díja    | Céline Sciamma                  | Elnyerte | [ 6 ]                       |
| Európai Filmdíj                         | 2019. december 7.  | Legjobb rendező              | Céline Sciamma                  | Jelölve  | [ 25 ] [ 26 ] [ 27 ] [ 28 ] |
| Európai Filmdíj                         | 2019. december 7.  | Legjobb színésznő            | Noémie Merlant                  | Jelölve  | [ 25 ] [ 26 ] [ 27 ] [ 28 ] |
| Európai Filmdíj                         | 2019. december 7.  | Legjobb színésznő            | Adèle Haenel                    | Jelölve  | [ 25 ] [ 26 ] [ 27 ] [ 28 ] |
| Európai Filmdíj                         | 2019. december 7.  | Legjobb forgatókönyvíró      | Céline Sciamma                  | Elnyerte | [ 25 ] [ 26 ] [ 27 ] [ 28 ] |
| Európai Filmdíj                         | 2019. december 7.  | Európai Egyetemi Filmdíj     | Portré a lángoló fiatal lányról | Elnyerte | [ 25 ] [ 26 ] [ 27 ] [ 28 ] |
| A New York-i filmkritikusok díja        | 2019. december 7.  | A legjobb idegen nyelvű film | Portré a lángoló fiatal lányról | Elnyerte | [ 29 ]                      |
| Los Angeles-i Filmkritikusok Szövetsége | 2019. december 8.  | Legjobb operatőr             | Claire Mathon                   | Elnyerte | [ 30 ]                      |

## Fordítás
- Ez a szócikk részben vagy egészben  a   Portrait of a Lady on Fire című angol Wikipédia-szócikk ezen változatának fordításán alapul.  Az eredeti cikk szerkesztőit annak laptörténete sorolja fel. Ez a jelzés csupán a megfogalmazás eredetét és a szerzői jogokat jelzi, nem szolgál a cikkben szereplő információk forrásmegjelöléseként.

## További információ
- Hivatalos oldal
- Portré a lángoló fiatal lányról a PORT.hu-n (magyarul)
- Portré a lángoló fiatal lányról az Internet Movie Database-ben (angolul)
- Portré a lángoló fiatal lányról a Rotten Tomatoeson (angolul)
- Portré a lángoló fiatal lányról a Box Office Mojón (angolul)